# Pczełnik (obwód Warna)
Pczełnik (bułg. Пчелник) – wieś we wschodniej Bułgarii, w obwodzie Warna, w gminie Dołni cziflik.
We wsi znajduje się zabytkowa cerkiew pw. Świętego Wniebowstąpienienia, który w ostatnich latach został odnowiony.